# Sittou Raghadat Mohamed
Sittou Raghadat Mohamed (ur. 6 lipca 1952 w Ouani) – komoryjska polityczka. Pierwsza kobieta wybrana do Zgromadzenia Związku Komorów, w którym zasiadała w latach 90. oraz pierwsza kobieta na stanowisku ministerskim w historii kraju.

## Życiorys

### Młodość, edukacja i kariera zawodowa
Mohamed urodziła się 6 lipca 1952 w Ouani na wyspie Anjouan. Pracowała jako nauczycielka języka francuskiego, historii i geografii w różnych szkołach znajdujących się na Komorach.

### Działalność polityczna
W 1992 roku została mianowana na stanowisko Haut Commissaire chargé de la Promotion de la femme et de la protection sociale, rządowego komisarza odpowiedzialnego m.in za wspieranie praw kobiet. W tym samym roku bez powodzenia wystartowała w wyborach legislacyjnych na Komorach do Zgromadzenia Związku Komorów. Rok później, w grudniu 1993 roku, z powodzeniem wystartowała w kolejnych wyborach. Została pierwszą kobietą wybraną do parlamentu w historii kraju.
Niedługo po tym, w wieku 39 lat, została mianowana ministrą do spraw społecznych, pracy i zatrudnienia, co oznaczało rezygnację z zasiadania w parlamencie. Została pierwszą kobietą na stanowisku ministerskim w historii Komorów. Od marca do maja 1995 była doradczynią prezydenta, a od maja do października 1995 ponownie pełniła funkcję ministry. Do 1996 roku służyła jako zastępczyni sekretarza generalnego komoryjskiego rządu.
W 2012 roku została sekretarz generalną partii politycznej Rassemblement pour la Démocratie et le Renouveau (RDR).